# Luna Istoriei Femeilor
Luna Istoriei Femeilor (în engleză Women's History Month) este o sărbătoare internațională declarată legal care onorează contribuțiile femeilor la istorie, cultură și societate. Este sărbătorită în timpul lunii martie în Statele Unite, Regatul Unit, Australia în corespondență cu Ziua Internațională a Femeii pe 8 martie și în octombrie în Canada în corespondență cu Ziua Persoanelor pe 18 octombrie. Din 1987, a fost sărbătorită anual în martie în Statele Unite. Așa cum se declară anual printr-o proclamație prezidențială, Luna Istoriei Femeilor din Statele Unite este dedicată reflecției asupra numeroaselor, dar adesea trecute cu vederea contribuțiile femeilor precum Abigail Adams, Susan B. Anthony, Sojourner Truth și Rosa Parks la istoria americană de la independență până în zilele noastre.În 1978, cu nouă ani înainte de a deveni o observație de o lună, județul Sonoma, California, a observat o săptămână de istorie a femeilor. În timp ce sărbătorirea realizărilor femeilor poate părea a fi un concept evident astăzi, în 1978, organizatorii Săptămânii Istoriei Femeilor au văzut-o ca pe o modalitate de rescriere a versiunilor larg învățate ale istoriei americane, care au ignorat în mare măsură contribuțiile femeilor.
În demonstrarea impactului Lunii Istoriei Femeilor, Alianța Națională pentru Istoria Femeilor indică un raport de 50 de ani privind progresul femeilor în Statele Unite, emis de Casa Albă în martie 2011, pentru a coincide cu Luna Istoriei Femeilor. Raportul a constatat că femeile mai tinere sunt acum mai predispuse să dețină diplome de facultate decât omologii lor de sex masculin și că numărul bărbaților și femeilor din forța de muncă americană aproape că a egalat.

## De ce luna martie este luna istoriei femeilor
În anii 1970, istoria femeilor a rămas rar acoperită sau chiar a discutat subiectul în programa K-12 a școlilor din SUA. În speranța de a remedia această situație, Education Task Force din Sonoma County (California) , Comisia privind statutul femeilor a inițiat o „Femei de istorie Săptămâna“ sărbătoare pentru anul 1978. Taskforce a ales săptămâna din 8 martie pentru a corespunde cu respectarea acelui an Internațional Ziua Femeii . 
În timpul aceleiași Săptămâni de istorie a femeilor din 1978, sute de elevi au concurat la un concurs de eseuri pe tema „Femeia reală”, au fost făcute prezentări la zeci de școli și a avut loc o paradă cu flotoare și fanfare în centrul orașului Santa Rosa, California . 